# Marianna Paulucci

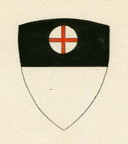
Stemma Panciatichi

La marchesa Marianna Panciatichi Ximenes maritata Paulucci (Firenze, 3 febbraio 1835 – Reggello, 7 dicembre 1919) è stata un'ornitologa, botanica e malacologa italiana.

## Biografia
Figlia di Ferdinando Panciatichi Ximenes e di Giulia De Saint Seigne. Vive prevalentemente a Firenze, ma viaggia in tutta Europa. Viene istruita al collegio Ripoli, ma non sono reperibili altre informazioni riguardo alla sua formazione. Nel 1853 si sposa con il marchese Alessandro Anafesto Paulucci, figlio di Filippo Paulucci. Seguendo le orme del padre e influenzata dagli interessi del marito inizia a dedicarsi agli studi naturalistici. Si occupa di paleontologia, di botanica e di ornitologia, ma viene ricordata soprattutto per le sue ricerche nel campo della malacologia. Nel 1862 comincia a collezionare molluschi marini e successivamente anche terrestri, a 31 anni pubblica il suo primo articolo scientifico su un muricide pliocenico (Murex veranyi, corrispondente al Purpurellus veranyi), raccolto in Valdelsa, unico intervento a carattere paleontologico.

Polypodium vulgare dell'Erbario Paulucci

Nel 1878 in occasione dell'Exposition Universelle di Parigi espone la sua collezione di molluschi, costituita da 534 specie diverse, e tenta per la prima volta di redigere un catalogo completo della malacofauna italiana. Negli anni successivi compila tre cataloghi regionali di malacofauna (della Calabria, dell'Abruzzo e della Sardegna) e uno del Monte Argentario. Nel 1880 ne presenta un altro sui molluschi fluviatili italiani all'esposizione universale della pesca a Berlino. Le sue dimore di campagna stimolano i suoi interessi naturalistici e la portano ad allestire anche collezioni botaniche e ornitologiche. Raccoglie un erbario di 4153 campioni (exsiccata), in gran parte provenienti dai suoi possedimenti in Toscana, anche se non mancano esemplari dal resto d'italia e dall'estero. Si dedica allo studio di fiori e piante, scegliendo meticolosamente quelle da inserire nelle proprie tenute. Degna di nota è la pubblicazione sul parco di Sammezzano, cui il padre Ferdinando Panciatichi Ximenes aveva dato vita raccogliendo una grande varietà di piante e introducendo specie esotiche. Alla villa del Monte, a San Gimignano, si dedica all'attività dell'uccellagione, che le permette di collezionarne 1260 esemplari di uccelli imbalsamati. Ettore Arrigoni degli Oddi, marito di sua nipote Marianna di San Giorgio e famoso ornitologo, alimenta questo interesse e incrementa la raccolta.

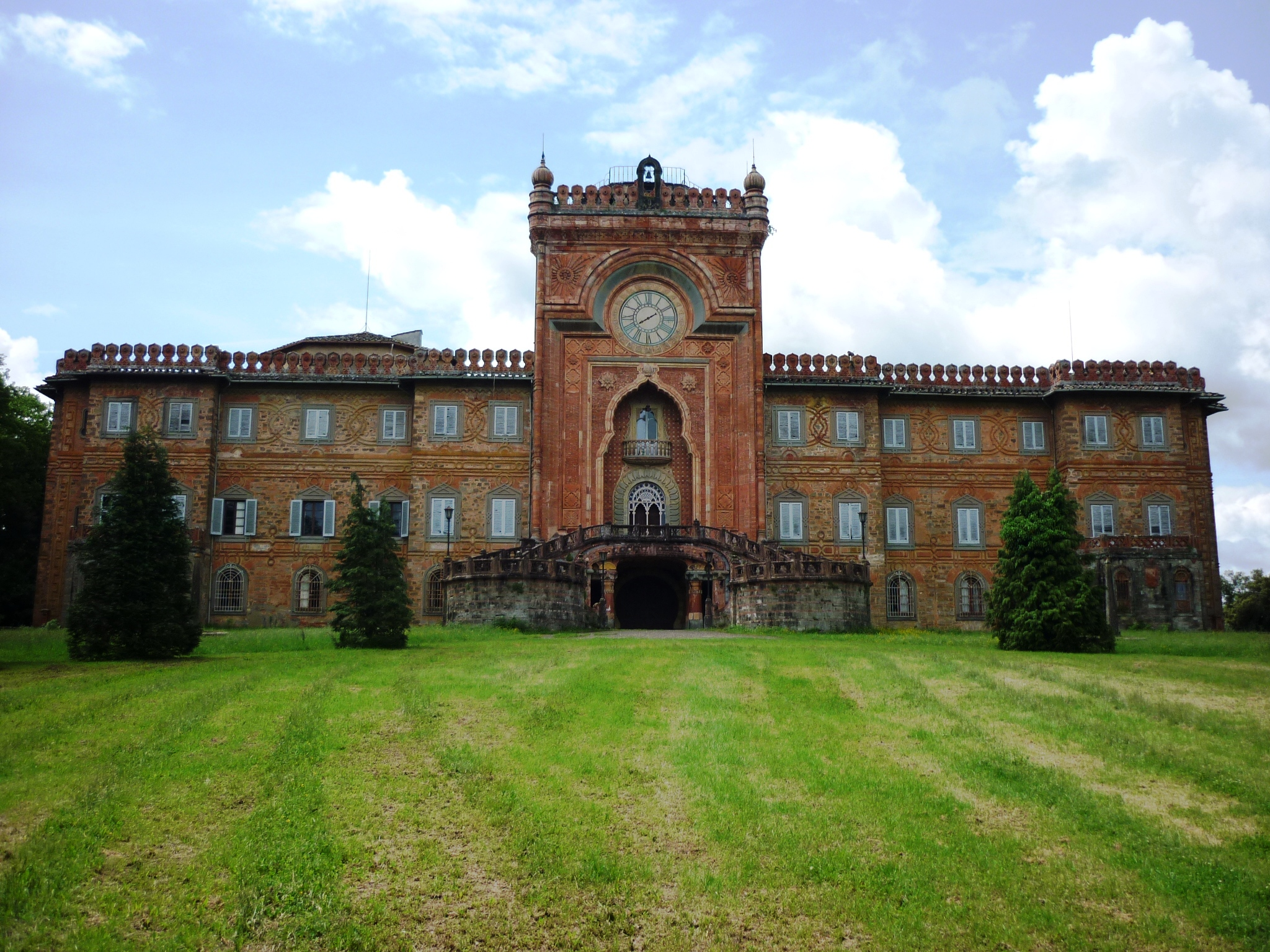
Castello di Sammezzano

Cartellino autografo di erbario

Le capacità di studio e di osservazione dell'avifauna le permettono di partecipare all'Inchiesta Ornitologica di Enrico Hyllier Giglioli, come delegata da San Gimignano, da Novoli e da Reggello, dove erano presenti le sue tenute. Nel 1887 muore suo marito e nel 1897 scompare anche il padre. A seguito di questi avvenimenti Marianna Panciatichi Ximenes è richiamata ai propri doveri familiari e in particolar modo all'amministrazione del patrimonio immobiliare. Costretta ad abbandonare quasi totalmente gli studi naturalistici decide di donare le sue collezioni: la biblioteca personale, i suoi manoscritti e la collezione malacologica vengono assegnate al museo di storia naturale dell'università di Firenze, dove le viene dedicata una sala col nome Museo Paulucciano e dove ancora oggi si conservano gli esemplari di malacofauna raccolti dalla marchesa, le collezioni botaniche vengono invece assegnate all'Istituto tecnico fiorentino Galileo Galilei (ora Fondazione scienza e tecnica).
Nonostante gli impegni, prosegue nell'arricchimento della collezione ornitologica, meno onerosa da portare avanti rispetto a quella botanica o malacologica, potendo contare sul dialogo e la collaborazione con Ettore Arrigoni degli Oddi. La collezione ornitologica viene donata al comune di San Gimignano un anno prima della morte della marchesa. Negli ultimi anni di vita si ritira nella residenza di Sammezzano, dove muore. Le viene data sepoltura nel cimitero di Santa Maria a Sociana.

## Valutazioni scientifiche
Le opinioni sul suo peso scientifico non sono concordi. Vive in un momento cruciale per la biologia, infatti l'ultimo trentennio del XIX secolo è il periodo delle grandi riflessioni teoriche, dell'avvento del darwinismo e della specializzazione delle varie discipline. La biografia scritta da Ettore Arrigoni degli Oddi ne sottolinea la mente brillante e l'acuta intelligenza, ma relega i suoi interessi naturalistici e le sue collezioni a passatempo e conforto nelle difficoltà della vita. Il carattere consolatorio di queste attività viene ribadito ancora oggi da alcuni studiosi e le si rimprovera una certa mancanza di fermezza nel sostenere le proprie tesi. Si tende tuttavia a sottolineare il peso scientifico della marchesa in base alle sue pubblicazioni (40 titoli) e alla sua partecipazione ai dibattiti specialistici. Le sue pubblicazioni sono caratterizzate da uno stile incalzante e stringato, sono frutto di un lavoro zelante e scrupoloso e si basano sullo scambio di opinioni con altri studiosi. Come riconoscimento pubblico del suo spessore scientifico le vengono dedicati 30 taxa e alcune pubblicazioni di settore. Inoltre tenta l'ambiziosa impresa di redigere una fauna malacologica italiana, non portandola a termine, ma conseguendo un risultato a tutt'oggi insuperato. Si distingue come ferma sostenitrice della libera circolazione di idee e pubblicazioni tra scienziati. Difende il continuum naturale darwinista e si oppone all'individuazione costante di nuove specie, schierandosi apertamente contro la scuola francese di Jules René Bourguignat.

## Pubblicazioni
Elenco parziale
- Marianna Paulucci, Description d'un Murex fossile du terrain tertiarie subappennin de la vallée de l'Elsa (Toscane), in Journal de conchyliologie, vol. 14, n. 6, 1866,  pp. 64-67.
- Marianna Paulucci, Matériaux pour servir à l'étude de la faune malacologique terrestre et fluviatile de l'Italie et de ses îles, Parigi, Libraire F. Savy, 1878.
- Marianna Paulucci, L'esposizione universale del 1878 considerata dal lato conchiologico. Ricordi di M. Paulucci, in Bullettino della società malacologica italiana, vol. 5, n. 6, 1879,  pp. 5-10.
- Marianna Paulucci, Escursione scientifica della Calabria1877-78. Fauna malacologica. Specie terrestrie fluviatili enumerate e descritte da M. Paulucci con tavole illustrative, Firenze, Coi tipi dell'arte e della stampa, 1880.[22]
- Marianna Paulucci, Molluschi fluviatili italiani inviati come saggio alla esposizione internazionale della Pesca in Berlino, in Esposizione internazionale di Pesca in Berlino 1880. Sezione italiana. Catalogo degli espositori e delle cose esposte, Firenze, Stamperia Reale,  pp. 189-209.
- Marianna Paulucci, Contribuzione alla fauna malacologica italiana. Specie raccolte dal Dr G. Cavanna negli anni 1878, 1879, 1880. Con elenco delle conchiglie abruzzesi e descrizione di due nuove Succinea, in Bullettino della Società malacologica italiana, n. 7, 1881,  pp. 69-180.
- Marianna Paulucci, Note malacologiche sulla fauna terrestre e fluviale dell'isola di Sardegna, in Bullettino della società malacologica italiana, n. 8, 1882,  pp. 139-381.
- Marianna Paulucci, Fauna italiana. Comunicazioni malacologiche. Articolo nono. Conchiglie terrestri e d'acqua dolce del Monte Argentario e delle isole circostanti., in Bullettino della società malacologica italiana, n. 12, 1886,  pp. 5-64.
- Marianna Paulucci, Il parco di Sanmezzano e le sue piante, in Bullettino della R. società toscana di orticoltura, n. 14, 1889,  pp. 216-221, 236-243,280-284, 298-305, 345-348.
- Marianna Paulucci, Il parco di Sanmezzano e le sue piante, in Bullettino della R. società toscana di orticoltura, n. 15, 1890,  pp. 13-18, 136-142.
- Marianna Paulucci e Ezio Marri, Siena, distretto di San Gimignano, in Enrico Hyllier Giglioli (a cura di), Primo resoconto dei risultati della inchiesta ornitologica in Italia. Parte seconda. Avifaune locali. Risultati della inchiesta ornitologica nelle singole province, Firenze, Le Monnier, 1890,  pp. 424-431.